# Luray (Carolina del Sud)
Luray è un comune degli Stati Uniti d'America, situato in Carolina del Sud, nella Contea di Hampton.